# Czartów
Czartów (prononciation : [ˈt͡ʂartuf]) est un village polonais de la gmina de Krzeszyce dans le powiat de Sulęcin de la voïvodie de Lubusz dans l'ouest de la Pologne.
Il se situe à environ 18 kilomètres au nord de Sulęcin (siège de le powiat) et 21 kilomètres au sud-ouest de Gorzów Wielkopolski (capitale de la voïvodie).
Le village comptait approximativement une population de 70 habitants en 2006.

## Histoire
Après la Seconde Guerre mondiale, avec la mise en œuvre de la ligne Oder-Neisse, le village est intégré à la République populaire de Pologne. La population d'origine allemande est expulsée et remplacée par des polonais.
De 1975 à 1998, le village appartenait administrativement à la voïvodie de Gorzów.

Depuis 1999, il appartient administrativement à la voïvodie de Lubusz